# Svaljava
Svaljava (Oekraïens en Russisch: Свалява, Hongaars: Szolyva, Slowaaks: Svaľava, Duits: Schwalbach, Jiddisch: סוואליאווע, Svalyave) is een stad aan de Latorica in de oblast Zakarpattia in het westen van Oekraïne. De stad was tot 2020 het administratieve centrum van het voormalige rajon Svaljava, maar maakt sindsdien deel uit van rajon Moekatsjevo.

## Historiek
De eerste vermelding van de stad dateert uit 1263: het was toen een plaats genaamd “Zoloa”. De plaats maakte eeuwenlang deel uit van Hongarije. Aan het eind van de achttiende eeuw was Svaljava uitgegroeid tot een belangrijk economisch centrum. In 1919 werd Svaljava door Tsjecho-Slowakije geannexeerd, in 1939 heroverd door Hongarije en in 1945 opgenomen in de Oekraïense Socialistische Sovjetrepubliek. In 1957 kreeg Svaljava de status van stad.
Tijdens de Tweede Wereldoorlog werd de joodse gemeenschap van de stad vervolgd door de Hongaarse autoriteiten en sommigen werden gedwongen tot dwangarbeid. Na de Duitse bezetting van Hongarije in 1944 werden de Joden gedeporteerd naar het vernietigingskamp Auschwitz. 
Na de Tweede Wereldoorlog was er vlak bij de stad een concentratiekamp. Hongaarse en Duitse burgers, geboren tussen 1896 en 1926, werden door Sovjettroepen naar het kamp afgevoerd. Ze moesten daar ‘malenkij-robot’ (verbasterd Russisch voor ‘klein werk’) verrichten, maar de meesten van hen overleefden de onmenselijke omstandigheden in het kamp niet of werden gedeporteerd naar andere concentratiekampen in de Sovjet-Unie. De plaats van het kamp is nu een herdenkingspark, opgericht in 1994.

## Geboren
- Jevgen Stankovytsj (1948), Oekraïens componist

## Galerij

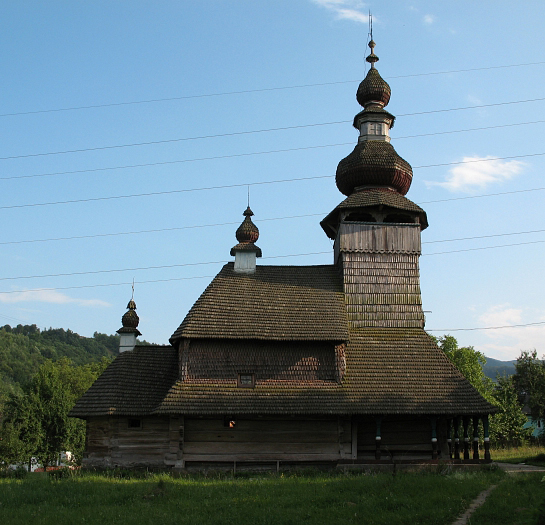
Sint-Nikolaaskerk
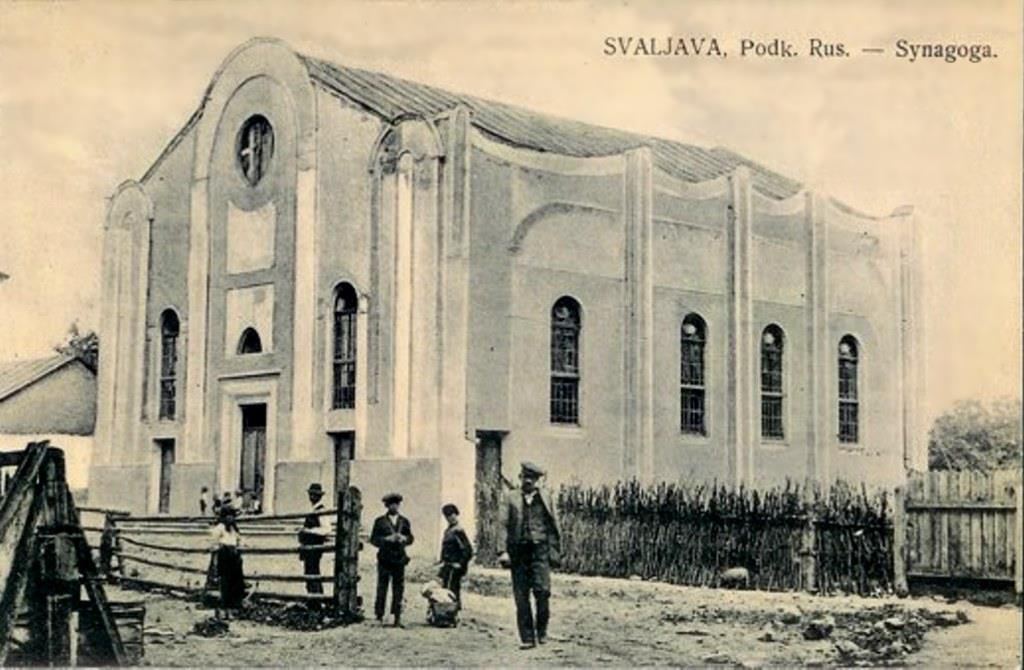
Synagoge in Svaljava
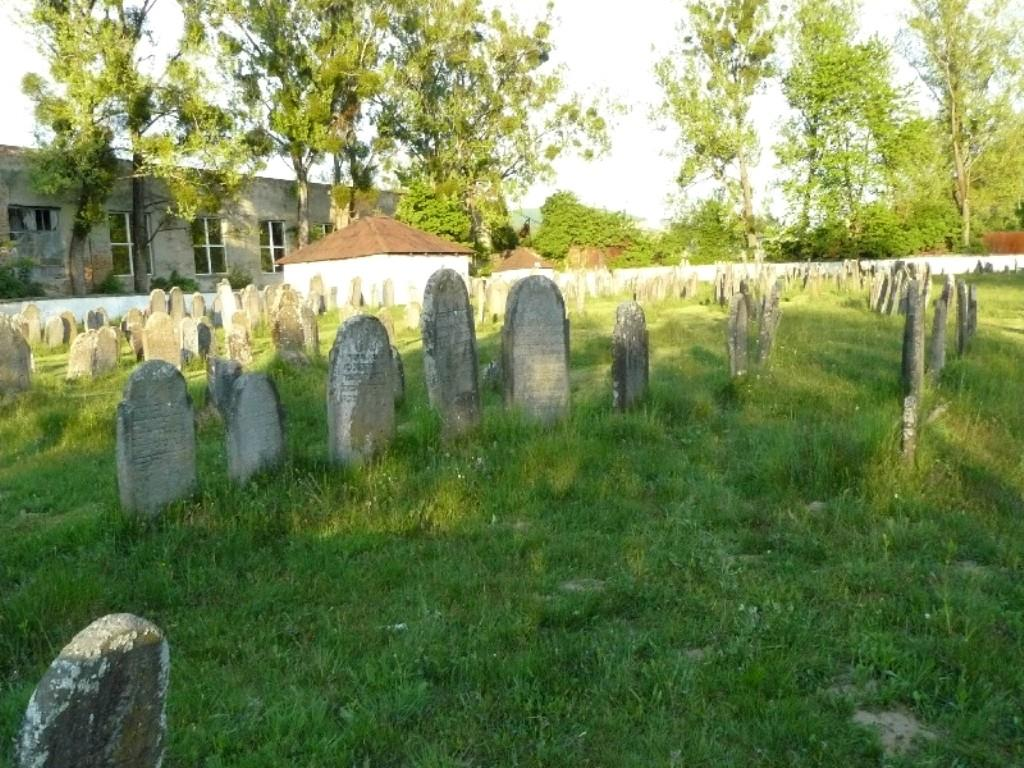
Joodse begraafplaats
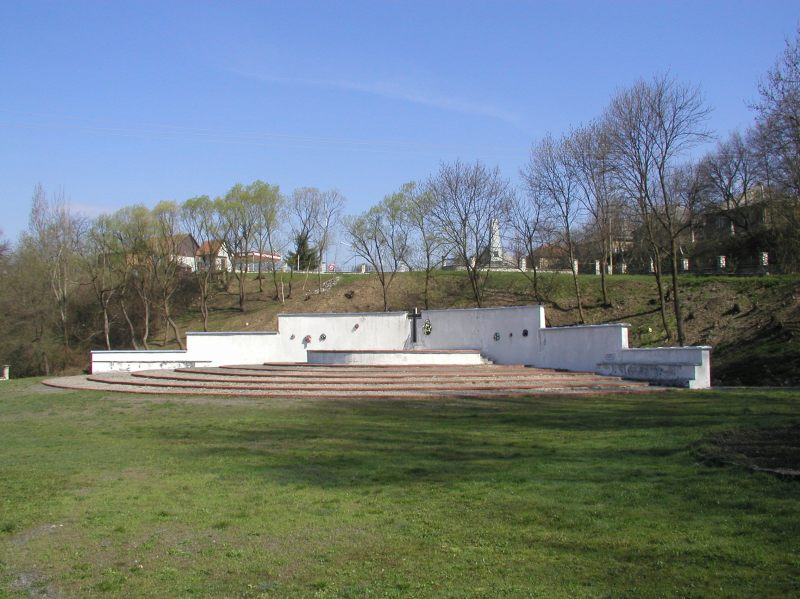
Herdenkingspark nabij Svaljava